# École supérieure de commerce en France
Pour les articles homonymes, voir ESC.
En France, les écoles supérieures de commerce (ESC, anciennement ESCAE), aussi appelées « Sup de Co », sont des établissements d’enseignement supérieur généralement créées et gérées par les chambres de commerce et d’industrie (CCI), qui proposent diverses formations (initiale ou continue) de commerce et de management.
Ces écoles avaient le même cadre réglementaire de 1947 à 1991.
Actuellement, les diplômes des établissements d’enseignement supérieur technique privés et consulaires visés par le ministre de l'enseignement supérieur, de la recherche, de la science et de la technologie confèrent à leurs titulaires le grade de master. Cette habilitation est donnée après l’avis de la commission d’évaluation des formations et diplômes de gestion (CEFDG).

## Histoire

### Premières écoles
Comme le rappelle l’universitaire Adrien Jean-Guy Passant, les premières écoles de commerce sont apparues en Europe à la fin du dix-huitième siècle. En France, la première d’entre elles est l’Académie de Commerce de Mulhouse, ouverte en 1781. Contrairement à la plupart des pays européens où l’enseignement commercial fut d’abord prodigué par l’intermédiaires des écoles polytechniques, la France offre l’originalité d’avoir développé l’enseignement commercial très tôt par l’intermédiaire des écoles de commerce. L’École Supérieure de Commerce de Paris, fondée en 1819, constitue à ce jour la doyenne mondiale des écoles de commerce. Après avoir été une entreprise familiale pendant une quarantaine d’années, cette école a été rachetée par la Chambre de commerce de Paris en 1869. De nombreuses autres écoles de commerce ont été ouvertes à travers l’Europe dès la première moitié du dix-neuvième siècle. Plusieurs d’entre elles prirent d’ailleurs pour modèle l’École Supérieure de Commerce de Paris.
À partir de 1863 est créée, à la suite d'initiatives privées souvent soutenues par les chambres de commerce une première vague d’écoles supérieures à Paris création de l'ECCIP (École commerciale de la chambre de commerce et d'industrie de Paris), à Mulhouse (1866 fermée en 1872), à Rouen et au Havre (1871), à Lyon et à Marseille (1872), à Bordeaux (1874), ainsi que l’école des hautes études commerciales (HEC) à Paris (1881). Ces huit écoles sont reconnues par l’État par décret du 31 mai 1890. Un concours d’entrée est alors institué. Une deuxième vague suit avec la création des écoles supérieures de commerce de Lille (1872, fermée en 1881, recréée en 1892), Montpellier (1897), Nancy (1897, fermera en 1939), Dijon, Nantes, Alger (1900), Toulouse (1903), l’Institut commercial de Nancy (1905), l’EDHEC (1906, Privée), l’ESSEC (1907), l’ESSCA (1909, Privée), celle de Clermont (1919), de Strasbourg (1920) et de Reims (1926). Les Français ouvrirent aussi des écoles de commerce dans certaines colonies comme en Indochine.

### Cadre commun des ESC en 1947
Après la Deuxième Guerre mondiale, un décret créé un cadre institutionnel commun pour toutes les écoles supérieures de commerce (ESC) reconnues par l’État : « les écoles supérieures de commerces reconnues par l’État sont des établissements d’enseignement technique supérieurs qui ont pour but de former les chefs des diverses entreprises commerciales ou financières et les cadres supérieurs de ces entreprises ou des services administratifs et commerciaux d’entreprises industrielles. » Une commission nationale et permanente des écoles supérieurs de commerce propose les programmes des matières enseignées, ainsi que les modalités d’examen. Un concours commun est organisé de niveau baccalauréat. Le cursus dure trois ans.
| Nature           | Matière | Durée | Coefficient |
| ---------------- | --- | --- | ----------- |
| Écrite           | Dissertation économique | 4 h | 5           |
| Écrite           | Langue | 3 h | 4           |
| Écrite           | Selon la section - gestion financière et comptable - économie financière et fiscalité-assurance | 3 h | 3           |
| Écrite           | Selon l’enseignement spécial - gestion financière et comptable, mathématiques - étude financière en la forme d'un rapport, avec éventuellement une question de contentieux - droit - langue - matière proposée par l'école | 4 h | 5           |
| Rapport de stage | Rapport de stage | Rapport de stage | 3           |
| Oral             | Organisation et techniques de la distribution | Organisation et techniques de la distribution                                                                                         | 2           |
| Oral             | Langue | Langue | 2           |
| Oral             | Droit social ou droit commercial comparé ou relations de l'entreprise avec les organismes et marchés financiers (au choix de l'école)                                                                                      | Droit social ou droit commercial comparé ou relations de l'entreprise avec les organismes et marchés financiers (au choix de l'école) | 2           |
| Oral             | Une interrogation (au choix de l'école) sur les cours d'enseignement spécial n'ayant pas fait l'objet d'une épreuve écrite                                                                                                 | Une interrogation (au choix de l'école) sur les cours d'enseignement spécial n'ayant pas fait l'objet d'une épreuve écrite            | 3           |

L’EDHEC (1906, Privée), l’ESSEC (1907), l’école des HEC (1881, consulaire) restent à l’écart de ce cadre commun. Les ESC délivrent un diplôme commun : le diplôme d’enseignement commercial supérieur. Des examens nationaux sont organisés pour l’obtention de celui-ci. Pour le recrutement, des sections préparatoires sont créées dans les écoles et dans quelques lycées (neuf en 1967). En 1961, l’intitulé du diplôme des ESC est modifié et devient le « diplôme d’études supérieures commerciales, administratives et financières » (DESCAF). Cinq nouvelles écoles naissent dans les années 1960 : Poitiers (1961), Brest et Amiens (1962), Nice (1963), Saint-Étienne (1963) et Pau (1969). En 1964, selon un décret , les écoles de commerce deviennent « écoles supérieures de commerce et d’administration des entreprises » (ESCAE) alors que des instituts d’administration des entreprises (IAE) sont créés à partir de 1954 dans les universités. Les ESCAE passent alors de la tutelle de la direction de l’enseignement technique à celle de l’enseignement supérieur. L’ESC Paris quitte le réseau des ESCAE.
La création de la Fondation nationale pour l'enseignement de la gestion des entreprises en 1968 va permettre d’envoyer des enseignants se former aux plus récentes techniques de management dans les universités américaines, s’ils s’engagent, à leur retour, à enseigner dans les écoles françaises.
Quatre écoles sont créées à la fin des années 1970 et au début des années 1980, INSEEC Business School (1975, Privée), l'INT Management (1979) à Évry (devenu Institut Mines-Télécom Business School), Tours (1981) et l'ESC Grenoble (1984, ESCAE devenue GEM).
Le cadre commun des ESCAE s’effrite peu à peu par la suite. On voit alors apparaître en 1988 l’école supérieure de commerce de La Rochelle, puis en 1990 l’École supérieure de commerce de Rennes voit le jour. Pour finir, un décret de 1991 rechange le nom des écoles en « École supérieure de commerce » (ESC) et donne à chaque école la possibilité d’avoir son propre règlement scolaire et de délivrer son propre diplôme : c’est la fin du statut commun des ESCAE.
En 1992 est tout d'abord créée l'ESC Chambéry, et l’ESC Troyes, et en 1993 l'ESC Marne-la-Vallée. En 2011, à la suite de la fusion de Negocia et Advancia, deux écoles de la CCIP, Novancia Business School Paris est créée et rejoint le réseau des écoles supérieures de commerce.
Ces dernières n’ont commencé à former des entrepreneurs qu’à partir des années 1970, d’abord avec quelques cours spécialisés avant d’ouvrir des mastères spécialisés en entrepreneuriat dans les années 1990. Certaines écoles de commerce françaises ont même construit une identité organisationnelle entrepreneuriale depuis les années 1990.

### Business schools et grade de master en 2001
Le grade de master, créé en 1999, peut être conféré à un diplôme « sanctionnant une formation de haut niveau dans le domaine du commerce et de la gestion » après avis de la commission d’évaluation des formations et diplômes de gestion (CEFDG) créé en 2001.
Le terme ESC disparait de la dénomination des écoles. En 2018, la dernière école qui le portait, l'ESC La Rochelle, devient Excelia Group.

## Types d'écoles supérieures de commerce
Les institutions se revendiquant « écoles de commerce » se classent en trois sous-groupes:
- les écoles de commerce reconnues par l’État et dont le diplôme est visé par le ministère de l’Éducation nationale sont les plus reconnues. En 2019, l'ONISEP dénombre 26 écoles reconnues aux formations visées conférant le grade de Master en trois ans après une classe préparatoire ou une formation de type baccalauréat + 2[19] ;
- les écoles de commerce reconnues par l’État, mais dont le diplôme n’est pas visé par le ministère ;
- les écoles non reconnues par l’État et dont le diplôme n’est pas visé par le ministère, souvent privées et accessibles avec le seul baccalauréat, peuvent être très onéreuses et pourtant faibles par la qualité d'enseignement, la reconnaissance et l'insertion professionnelle qu'elles offrent[20],[21].

En 2018, Alice Guilhon, directrice générale de Skema Business School et représentante des écoles de management à la Conférence des grandes écoles (CGE) signale que l'ouverture d'une école est soumise à de faibles contraintes, ce qui engendre un grand nombre d'écoles sans aucun contrôle, et appelle à « faire le ménage ». L'appartenance à la CGE constitue selon elle un gage de qualité.
La Commission d'évaluation des formations et diplômes de gestion (CEFDG) reconnaît en 2022 184 formations diplômantes. Le Ministère de l'Enseignement supérieur et de la Recherche a publié une liste officielle des établissements accrédités à délivrer un titre de master (situation au 1er septembre 2020). Les écoles supérieures de commerce françaises figurent dans des classements français et internationaux, dont celui édité annuellement par le Financial Times.
Les universités, les instituts d’administration des entreprises (IAE), établissements internes aux universités rebaptisés en 2014, Écoles universitaires de management (EUM), les Instituts d'études politiques (IEP), les écoles de commerce et de management françaises font l'objet de classements annuels nationaux ou internationaux, réalisés par la presse. L'essentiel de ces classements s'intéressent aux diplômes délivrant le grade de Master (bac+5).

## Débouchés et insertion professionnelle
La Conférence des Grandes Écoles (CGE) publie annuellement une enquête d'insertion des diplômés des grandes écoles, dont les écoles de commerce. Par exemple en 2018, 77,7 % des diplômés 2018 des écoles de management sont en activité professionnelle, taux cinq points plus élevé que le taux d'activité des écoles d'ingénieurs la même année.
Ces conditions d'insertion professionnelle (rapidité à décrocher un premier emploi, salaire, part de CDI...) sont généralement jugées particulièrement favorables,,.

## Pour approfondir

### Bulletins officiels fixant la liste des écoles
- [PDF] Ministère de l’Enseignement supérieur et de la Recherche, « Bulletin officiel spécial no 2 du 15 mars 2012, 1- Liste des établissements d'enseignement supérieur technique privés et consulaires autorisés à délivrer un diplôme visé par le ministre chargé de l'enseignement supérieur »
- [PDF] Ministère de l’Enseignement supérieur et de la Recherche, « Bulletin officiel spécial no 4 du 20 juin 2013, 1- Liste des établissements d’enseignement supérieur technique privés et consulaires autorises à délivrer un diplôme visé par le ministre charge de l’enseignement supérieur »
- [PDF] Ministère de l’Enseignement supérieur et de la Recherche, « Bulletin officiel spécial no 3 du 24 juillet 2014, 2. Liste des diplômes des établissements d’enseignement supérieur technique privés et consulaires visés par le ministre chargé de l’enseignement supérieur et conférant à leurs titulaires le grade de master »
- [PDF] Ministère de l’Éducation Nationale, « Bulletin officiel spécial no 31 du 27 août 2015, Liste des diplômes des établissements d’enseignement supérieur technique privés et consulaires visés par le ministre chargé de l’enseignement supérieur et conférant à leurs titulaires le grade de master »
- [PDF] Ministère de l’Éducation Nationale, « Bulletin officiel spécial no 1 du 27-4-2017, Établissements d'enseignement supérieur technique privés et consulaires autorisés à délivrer un diplôme visé par le ministre chargé de l'enseignement supérieur et notamment aux écoles supérieures de commerce et de gestion et autres secteurs de formation »
- Ministère de lʼEnseignement supérieur, de la Recherche et de lʼInnovation, « Bulletin spécial no 4 du 4 avril 2019, Établissements d'enseignement supérieur technique privés et consulaires autorisés à délivrer un diplôme visé par le ministre chargé de l'enseignement supérieur et notamment aux écoles supérieures de commerce et de gestion et autres secteurs de formation »
- Ministère de lʼEnseignement supérieur, de la Recherche et de lʼInnovation, « Bulletin spécial no 30 du 23 juillet 2020, Établissements d'enseignement supérieur technique privés et consulaires autorisés à délivrer un diplôme visé par le ministre chargé de l'enseignement supérieur et notamment aux écoles supérieures de commerce et de gestion et autres secteurs de formation »